# Wojciech Jachna
Wojciech Jachna (ur. 1976 w Bydgoszczy) – polski muzyk jazzowy, trębacz.

## Życiorys
Syn Jacka (1947–1985), prawnika, wnuk Anny Jachniny, reporterki radiowej.
Absolwent Wydziału Historycznego Uniwersytetu Kazimierza Wielkiego oraz Wydziału Dyrygentury, Jazzu i Edukacji Muzycznej Akademii Muzycznej im. Feliksa Nowowiejskiego w Bydgoszczy.
Członek polskich zespołów Contemporary Noise Sextet, Sing Sing Penelope oraz Innercity Ensemble. Wraz z Jackiem Buhlem tworzą duet Jachna Buhl, z którym wydali cztery płyty – Panjabu (2009), Niedokończone książki (2011), Atropina (2014), Synthomtatic (2015). Grał w zespołach Dubska (2002–2006) oraz Mordy (2004–2006). 
Obecnie tworzy wiele nowych składów: Jachna/Mazurkiewicz/Buhl („Dźwięki Ukryte” Instant Classic 2016), Jachna/Tarwid/Karch („Sundial” For Tune 2014), czy Jachna/Cichocki/Urowski/Krawczyk („The Right Moment” Requiem Rec. 2015).
Od 2019 nauczyciel Jazzowej Trąbki oraz Historii Jazzu, w Szkole Muzycznej im. Karola Szymanowskiego w Toruniu. W latach 2020–2022 uczył na Akademii Muzycznej im. Grażyny i Kiejstuta Bacewiczów w Łodzi przedmiotów: „Improwizacja Kolektywna” oraz „Kształtowanie Osobowości Twórcy”.
Wiceprezes Fundacji im. Anny Jachniny.
Nagrodzony w 2015 przez Prezydenta Miasta Bydgoszczy za promocję kultury muzycznej Bydgoszczy.

## Dyskografia
- Wojciech Jachna / Ksawery Wójciński - Conversation with Space (Fundacja Słuchaj, 2018)[3]
- Jaząbu - Łódź Kosmiczna (Audio Cave, 2017)[4]
- Wojciech Jachna/Zbigniew Chojnacki - JaCho (Yellow Mellow, 2017)[5]
- Jachna/ Mazurkiewicz/ Buhl - Dźwięki ukryte (Instant Classic, 2016)[6]
- Wojciech Jachna / Ksawery Wójciński - Night Talks (Fundacja Słuchaj, 2015)[7]